# Kathy Hochul
Kathleen Hochul, dite Kathy Hochul (nom prononcé en anglais : /ˈhoʊkəl/), née Courtney le 27 août 1958 à Buffalo (État de New York), est une femme politique américaine, membre du Parti démocrate et gouverneure de l'État de New York depuis le 24 août 2021.
Après avoir été élue locale dans la région de Buffalo, elle siège à la Chambre des représentants des États-Unis de 2011 à 2013. En 2014, elle est élue au poste de lieutenante-gouverneure de l'État de New York au côté du gouverneur Andrew Cuomo. Elle est réélue en 2018. Après l'annonce de la démission d'Andrew Cuomo le 10 août 2021, elle succède à celui-ci au poste de gouverneur le 24 août, devenant la première femme à occuper cette fonction. Elle est élue en 2022 pour un mandat complet.

## Biographie

### Origines et débuts en politique
Kathy Hochul est originaire de Buffalo, dans l'État de New York, aux États-Unis. Elle grandit dans une famille d'origine irlandaise de six enfants.
Elle étudie à l'université de Syracuse puis à l'université catholique d'Amérique, où elle obtient son juris doctor en 1983. L'année suivante, elle rejoint le Congrès des États-Unis au sein de l'équipe du représentant John LaFalce puis celle du sénateur Daniel Patrick Moynihan de 1986 à 1988.
Au début des années 1990, elle s'installe avec son mari William Hochul, avocat, dans la région de Buffalo. En 1994, elle est élue au conseil municipal de Hamburg, en banlieue de Buffalo. À partir de 2003, elle est vice-clerc du comté d'Érié. Elle devient clerc du comté en 2007. À ce poste, elle est notamment connue pour avoir refusé de délivrer des permis de conduire à des immigrés clandestins ne possédant pas de numéro de sécurité sociale. En 2018, elle dit regretter cette prise de position.

### Représentante des États-Unis

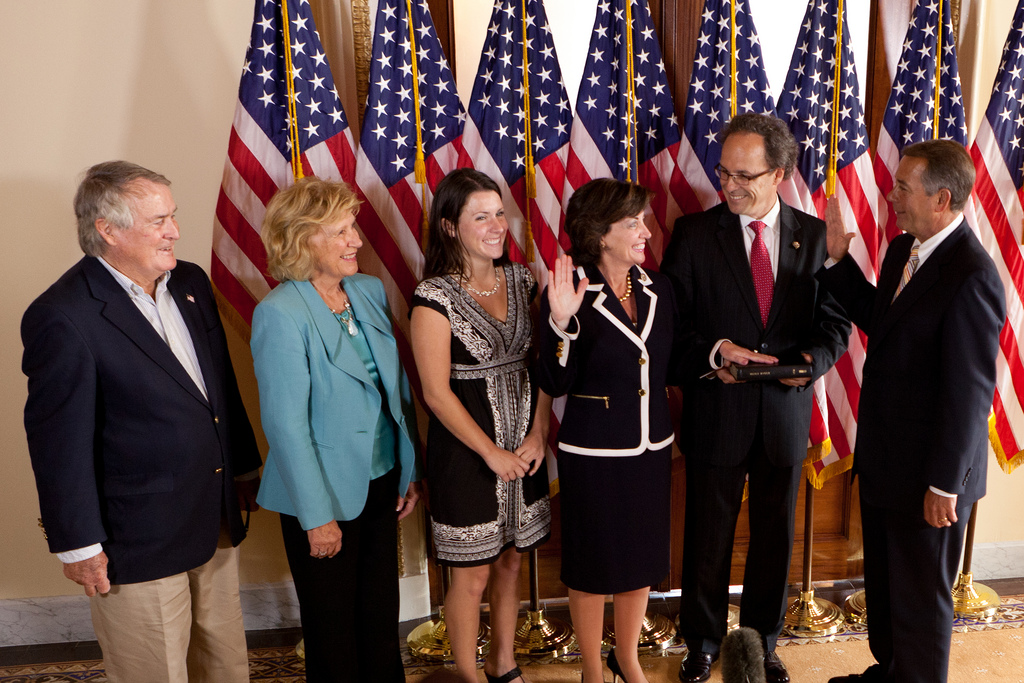
Kathy Hochul prêtant serment à la Chambre des représentants en 2011.

En mai 2011, elle est candidate à la Chambre des représentants des États-Unis dans le 26e district de l'État de New York. Le représentant sortant, le républicain Chris Lee (en), a démissionné de son mandat à la suite d'un scandale. Hochul affronte la populaire Jane L. Corwin, membre républicaine de l'Assemblée de l'État de New York. Corwin est considérée comme la favorite dans un district qui est le plus conservateur de l'État. Cependant, Hochul attaque Corwin pour son soutien au plan de Paul Ryan pour réformer Medicare et le duel se resserre dans ce district où vivent de nombreuses personnes âgées. Hochul est élue avec 47 % des voix, contre 43 % pour Corwin et 9 % pour Jack Davis du Tea Party,,. Elle est la première démocrate élue dans ce district depuis 40 ans.
Avant les élections de 2012, son district est redécoupé. Désormais appelée le 27e district, la circonscription est encore la plus favorable aux républicains qu'auparavant. Kathy Hochul est alors considérée comme l'une des représentants les plus vulnérables du pays,. Les sondages la donnent au coude-à-coude avec l'homme d'affaires républicain Chris Collins. Celui-ci remporte l'élection de justesse avec 50,8 % des suffrages contre 49,2 % pour Hochul.
Après sa défaite, elle travaille pour la M&T Bank.

### Lieutenante-gouverneure de New York
En 2014, elle est choisie comme colistière par le gouverneur de New York Andrew Cuomo, en remplacement de Robert Duffy qui n'est pas candidat à sa réélection,. Durant la primaire démocrate, elle bat facilement le candidat de la gauche du parti Tim Wu avec 60 % des suffrages (un score légèrement inférieur aux 62 % de Cuomo). Conformément à la loi new-yorkaise, Hochul et Cuomo apparaissent sur le même ticket lors de l'élection générale de novembre 2014, qu'ils remportent avec 54 % des suffrages.
Le 1er janvier 2015, Kathy Hochul prête serment en tant que lieutenant-gouverneur de l'État de New York. Durant son mandat, elle s'implique notamment dans les sujets liés aux droits des femmes et à la famille. Le poste est cependant surtout protocolaire, Hochul étant un porte-parole officieux du gouverneur.
Bien que son nom soit évoqué pour affronter le représentant Chris Collins, touché par un scandale, Hochul est candidate à sa réélection en 2018. Soutenue par Cuomo, elle doit affronter le conseiller municipal de New York Jumaane Williams durant la primaire démocrate. Williams fait campagne sur la gauche de Hochul, estimant que le lieutenant-gouverneur doit pouvoir être indépendant du gouverneur. L'élection devient plus serrée qu'anticipée et Hochul ne remporte la primaire qu'avec environ 53 % des voix. Le duo Cuomo-Hochul est aisément réélu avec 59 % des suffrages face au duo républicain à 37 %.
Au mois d'août 2021, un rapport de la procureure général Letitia James conclut que le gouverneur a harcelé sexuellement au moins onze femmes. Kathy Hochul dénonce alors le comportement « répugnant et illégal » du gouverneur, déclarant « croire ces femmes courageuses et admirer leur courage ». Le 10 août 2021, Andrew Cuomo annonce sa démission, effective deux semaines plus tard. En tant que lieutenant-gouverneur, Kathy Hochul doit lui succéder au poste de gouverneur de l'État de New York.

### Gouverneure de New York

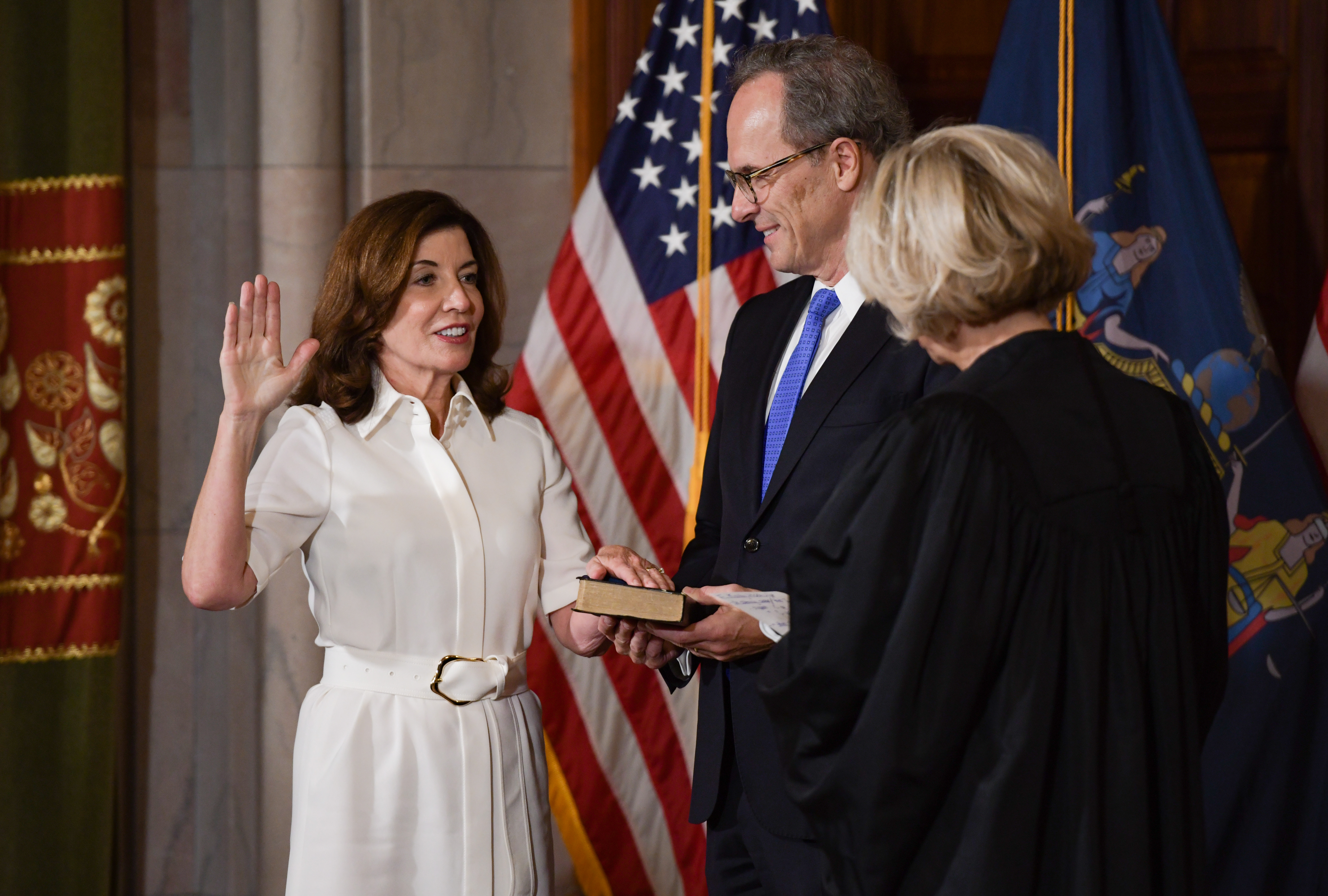
Kathy Hochul prêtant serment le 24 août 2021.

À la suite de la démission d'Andrew Cuomo, Kathy Hochul prête serment le 24 août 2021 à 0 h 0 et devient la première femme gouverneure de l'histoire de l'État de New York,,. Elle annonce dès lors être candidate à un mandat complet lors de l'élection du 8 novembre 2022.
Elle remporte l'élection avec son colistier, le lieutenant-gouverneur Antonio Delgado, et est reconduite pour un premier mandat complet, devant le représentant fédéral Lee Zeldin. Elle devient ainsi la première femme élue gouverneure de l'État.